# 久能千明
久能千明（6月27日—）是日本小說家，新潟縣出身，血型B型。主要作品是《青之軌迹》系列、《月沙漠殺人事件》系列、《憂鬱中的狂想曲》、《風與杜神》、《GREY ZONE》。

## 簡介
1993年，以《陸王轉世》(陸王 リ・インカーネーション)一書出道。

## 作品集
月之沙漠系列
・『月沙漠殺人事件』(月の砂漠殺人事件)上集（Genki Novels・1997.11.01初版）中文版：花箋集
・『月沙漠殺人事件』(月の砂漠殺人事件)下集（Genki Novels・1998.02.01初版）中文版：花箋集
・『不是誰的錯』(誰もわるくない)(花菚集書名:意外的訪客)（Genki Novels・1999.03.01初版）中文版：花箋集
・『關鍵詞是雨』(キイワードは雨)(花菚集書名:暗夜)（Frontier Works・2005/01）中文版：花箋集
・『我有想聽的話語』(聞きたい言葉が ある)上集（Frontier Works・2004/08）
・『我有想聽的話語』(聞きたい言葉が ある)下集（Frontier Works・2004/08）
ps.原先是在ムービック出版發行，於2004年8月由ダリア文庫（Frontier Works）接續出版，並在在製作成廣播劇（CD DRAMA）的時期重新再版，中文版由花菚集出版社出版。
青之軌跡系列
聯邦的遠洋探測船焦耳伯努號，搭載著進入睡眠裝置的科學家和眾多器材，前往未知的星域，尋找地球型行星西格碼23。
航期是三年，共由三組航員輪流操控一年的航期，而焦耳伯努號的第二組航員是由二組搭檔組成，分別是文官洛德、武官珊德拉，和文官凱伊、武官牧野三四郎。
聯邦太空船的搭檔，是由聯邦母電腦篩選出來的最坐拍檔，其中性格爽快而粗獷的傭兵三四郎，和一個純種的月人凱伊成為描檔駕駛太空船，二人特殊的身份，為這一年的航期帶來不少精彩的故事。
・『青之軌跡』上集(青の軌跡)（幻冬舎・2003/07）中文版：巨人出版社
・『青之軌跡』下集(青の軌跡)（幻冬舎・2003/07）中文版：巨人出版社
・『解放的咒文』(カタルシス・スペル)（幻冬舎・2003/08）中文版：瑪朵出版社
・『水晶小丑』上集(クリスタル・クラウン)（幻冬舎・2003/09）中文版：瑪朵出版社
・『水晶小丑』下集(クリスタル・クラウン)（幻冬舎・2003/09）中文版：瑪朵出版社
・『巴洛克珍珠』(バロック・パール)（幻冬舎・2003/10）中文版：瑪朵出版社
・『不受歡迎之人』(ペルソナ・ノングラータ)（幻冬舎・2003/11）中文版：瑪朵出版社
・『虛幻痛覺』(ファントム・ペイン)（幻冬舎・2003/12）中文版：瑪朵出版社
・『鋼索上的舞者』STAGE.1(タイトロープ・ダンサーSTAGE.1)（幻冬舎・2003/07）中文版：瑪朵出版社
・『鋼索上的舞者』STAGE.2(タイトロープ・ダンサーSTAGE.2)（幻冬舎・2004/11）中文版：瑪朵出版社
・『鋼索上的舞者』STAGE.3(タイトロープ・ダンサーSTAGE.3)（幻冬舎・2005/12）中文版：瑪朵出版社
・『鋼索上的舞者』STAGE.4(タイトロープ・ダンサーSTAGE.4)（幻冬舎・2009/04）
・『鋼索上的舞者』STAGE.5(タイトロープ・ダンサーSTAGE.5)（幻冬舎・2009/04）
・『終止式1』(青之軌跡番外篇)(カデンツァ1)（幻冬舎・2011/02）
・『終止式2』(青之軌跡番外篇)(カデンツァ2)（幻冬舎・2012/09）
・『終止式3』(青之軌跡番外篇)(カデンツァ3)（幻冬舎・2014/01）
・『終止式4』(青之軌跡番外篇)(カデンツァ4)（幻冬舎・2015/01）
・『終止式5』(青之軌跡番外篇)(カデンツァ5)（幻冬舎・2015/12/29）
ISBN 4344835956
・『終止式6』(青之軌跡番外篇)(カデンツァ6)（幻冬舎・2018/3/29）
ISBN 4344841980 
・『終止式7』(青之軌跡番外篇)(カデンツァ7)（幻冬舎・2018/3/29）
ISBN 4344841999 （完結）
PS.同上，原先在桜桃書房發行，在2003年7月製成廣播劇的時期由幻冬社接續並重新出版
灰色地帶系列
・『灰色地帶』(グレイ・ゾーン／GREY ZONE)（角川書店・2002/07）
・『邊界線』(ボーダー・ライン／BORDER LINE)（角川書店・2003/10）
・『轉捩點』(ターニング・ポイント／TURNING POINT)（角川書店・2005/05）
其他
・『風與社神』(風と杜神)（桜桃書房・1993/12）
・『憂鬱中的狂想曲』(狂詩曲は憂鬱の中に―俺たちのラプソディ・イン・ブルー)（桜桃書房・1994/08）
・『流浪貓』(野良猫)（光風社出版・1998/11）
・『用牽牛花田抓住他』(アサガオ畑でつかまえて)（角川書店・1999/08）
・『夜來香（イエライシャン）』（光風社書房・2000/10）
參考http://d.hatena.ne.jp/keyword/%B5%D7%C7%BD%C0%E9%CC%C0?kid=163818&mode=edit （页面存档备份，存于）

### 作品廣播劇CD
- CD版ラジオカレイドスコープeye's（2001年）
- 月沙漠殺人事件（2002年）
- 灰色地帶　GREY ZONE（2004年）
- 邊界線　BORDER LINEⅠ（2005年）
- 邊界線　BORDER LINEⅡ（2005年）
- 邊界線　BORDER LINEⅢ（2005年）
- 秋のリンクスロマンスフェア２００５（非賣品）
- 青之軌跡 1 青之軌跡（1998年）
- 青之軌跡 2 Catharsis Spell〜解放的咒語（1998年）
- 青之軌跡 3 水晶小丑（1999年）
- 青之軌跡 4 巴洛克珍珠（2001年）
- 青之軌跡 5 不受歡迎之人（2001年）
- 青之軌跡 6 虛幻痛覺（2004年）